# Shannon Rowbury
Shannon Nicole Rowbury (San Francisco, 19 september 1984) is een Amerikaanse atlete, die is gespecialiseerd in de 1500 m. Ze is meervoudig Amerikaans kampioene op diverse middellange afstanden. Ook nam ze driemaal deel aan de Olympische Spelen, maar won hierbij geen medailles. Zij was bovendien van 2015 tot in oktober 2019 Noord- en Midden-Amerikaans recordhoudster op de 1500 m en van 2016 tot 2020 op de 5000 m.

## Biografie

### Jeugd en studietijd
Rowbury groeide op in San Francisco. Ze voltooide de Sacred Heart Cathedral Preparatory High School in deze plaats. Daarna ging ze Engels en theater studeren aan de Duke University. In deze tijd werd ze ook universitair indoorkampioene op de Engelse mijl. Na haar zilveren medaille op de 3000 m bij de NCAA-kampioenschappen liep ze een stressfractuur op, waardoor de rest van het seizoen in het water viel.

### Twee Olympische Spelen
Haar eerste succes bij de senioren behaalde Rowbury in 2008 door de 3000 m te winnen bij de Amerikaanse indoorkampioenschappen. In datzelfde jaar maakte ook ze haar olympisch debuut bij de Olympische Spelen van Peking. Haar finishtijd van 4.03,58 in de finale van de 1500 m was goed voor een zevende plaats overall.
Vier jaar later plaatste ze zich op de Olympische Spelen van Londen via 4.06,03 in de series en 4.05,47 in de halve finale voor de finale. Daarin werd ze zesde met een finishtijd van 4.11,26. Door een dopingschorsing van de als één en twee gefinishte Turkse atletes Aslı Çakır Alptekin en Gamze Bulut werd die uitslag in 2017 zelfs opgewaardeerd naar een vierde plaats.

### Brons op WK
In 2009 won Rowbury een bronzen medaille op de 1500 bij de wereldkampioenschappen in Berlijn. Met een tijd van 4.04,18 eindigde ze achter de Bahreinse Maryam Jamal (goud; 4.03.83) en Britse Lisa Dobriskey (zilver; 4.03,75). In datzelfde jaar werd zij tweede bij de 5 km van Carlsbad. Haar tijd van 15.41 werd alleen verbeterd door de Ethiopische Aheza Kiros Abeye, die 15.38 nodig had voor het parcours.
In 2015 wist Rowbury in juli in Monaco haar persoonlijk record op de 1500 m aan te scherpen tot 3.56,29. Het was tevens een verbetering van het Noord- en Midden-Amerikaanse record. In deze race verbeterde de Ethiopische Genzebe Dibaba het wereldrecord tot 3.50,07. De hoge verwachtingen die hierdoor ontstonden op een goed resultaat tijdens de WK in Peking, ruim een maand later, kon ze echter niet waarmaken. In de Chinese hoofdstad finishte zij op de 1500 m op een vrij roemloze zevende plaats in 4.12,16, ruim vier seconden achter winnares Genzebe Dibaba.

### 2016: brons aan het begin, een record aan het eind
Wat volgde was een sterk jaar. Nadat Rowbury eind februari tijdens de Millrose Games voor de tweede maal op rij de Wanamaker mijl had gewonnen in 4.24,39, veroverde zij enkele weken later tijdens de Amerikaanse indoorkampioenschappen op de 3000 m de titel, om zich vervolgens bij de wereldindoorkampioenschappen in Portland op diezelfde afstand achter de Ethiopische atletes Genzebe Dibaba (goud; 8.47,43) en Meseret Defar (zilver; 8.54,26) het brons toe te eigenen in 8.55,55.
Die zomer werd zij tweede op de 1500 m tijdens de Amerikaanse Olympic Trials, waarmee zij zich kwalificeerde voor de Olympische Spelen in Rio de Janeiro. Bij haar derde achtereenvolgende olympische optreden evenaarde zij haar prestatie van vier jaar eerder, maar ditmaal zonder te profiteren van diskwalificaties van voor haar eindigende atletes. Het was haar landgenote Jenny Simpson die, achter de Keniaanse winnares Faith Chepngetich Kipyegon (goud; 4.08,92) en alweer Genzebe Dibaba (zilver; 4.10,27), in 4.10,53 met een halve seconde voorsprong het brons voor haar neus wegkaapte.
In de IAAF Diamond League-serie volgden daarna in augustus nog enkele snelle 1500 meters, met een vierde plaats in 3.58,00 tijdens de Meeting de Paris en een overwinning in 3.57,78 tijdens de Weltklasse Zürich, waarna zij op 9 september tijdens de Memorial Van Damme in Brussel op de 5000 m met 14.38,92 onder het Noord- en Midden-Amerikaanse record van Molly Huddle dook.
Rowbury maakte onderdeel uit van het Nike Oregon Project.

## Titels
- Amerikaans kampioene 1500 m - 2008, 2009
- Amerikaans indoorkampioene 1 Eng. mijl - 2015
- Amerikaans indoorkampioene 2 Eng. mijl - 2015
- Amerikaans indoorkampioene 3000 m - 2008, 2016
- NCAA-indoorkampioene 1 Eng. mijl - 2007

## Persoonlijke records
Outdoor
| Onderdeel   | Prestatie        | Datum            | Plaats  |
| ----------- | ---------------- | ---------------- | ------- |
| 800 m       | 1.59,97          | 29 juli 2016     | Eugene  |
| 1500 m      | 3.56,29 (ex-AR)  | 17 juli 2015     | Monaco  |
| 1 Eng. mijl | 4.20,34          | 7 september 2008 | Rieti   |
| 3000 m      | 8.29,93          | 5 september 2014 | Brussel |
| 2 Eng. mijl | 9.20,25          | 31 mei 2014      | Eugene  |
| 5000 m      | 14.38,92 (ex-AR) | 9 september 2016 | Brussel |

Indoor
| Onderdeel   | Prestatie | Datum            | Plaats        |
| ----------- | --------- | ---------------- | ------------- |
| 1500 m      | 4:04.56   | 11 februari 2017 | New York      |
| 1 Eng. mijl | 4.22,66   | 31 januari 2015  | Winston-Salem |
| 3000 m      | 8.41,94   | 28 januari 2017  | Boston        |
| 2 Eng. mijl | 9.43,94   | 1 maart 2015     | Boston        |

## Palmares

### 1500 m
- 2008: 7e OS - 4.03,58
- 2008: 5e Wereldatletiekfinale - 4.08,16
- 2009:  WK - 4.04,18
- 2009: 5e Wereldatletiekfinale - 4.14,18
- 2011: 11e in ½ fin. WK - 4.11,49
- 2012: 4e OS - 4.11,26 (in ½ fin.: 4.05,47) (na DSQ Aslı Çakır Alptekin en Gamze Bulut)
- 2014:  IAAF Continental Cup - 4.07,21
- 2015: 7e WK - 4.12,16
- 2016: 4e OS - 4.11,05

### 1 Eng. mijl
- 2007:  NCAA-indoorkamp. - 4.44,21

### 3000 m
Kampioenschappen
- 2007:  NCAA-kamp. - 9.02,73
- 2010:  IAAF/VTB Continental Cup - 9.04,82
- 2014: 8e WK indoor - 9.07,82
- 2016:  WK indoor - 8.55.55

Diamond League podiumplekken
- 2010:  Herculis - 8.31,38
- 2013:  Sainsbury's Anniversary Games - 8.41,46

### 5000 m
- 2013:  Amerikaanse kamp. - 15.37,27
- 2013: 7e WK - 15.06,10
- 2014:  Amerikaanse kamp. - 15.01,71

### 5 km
- 2007:  Seagate Elite in San Jose - 15.54
- 2009:  Carlsbad - 15.41

### veldlopen
- 2002: 22e NCAA-kamp. in Greenville - 20.58,4
- 2004: 27e NCAA-kamp. in Terre Haute - 21.04,4
- 2005: 55e NCAA-kamp. in Terre Haute - 20.43,3
- 2006: 11e Amerikaanse kamp. in New York - 13.02